# One Man
One Man è il secondo album in studio del cantante statunitense Tank, pubblicato nel 2002.

## Tracce
1. Interlude – 1:00
2. One Man (Intro) – 0:59
3. One Man – 4:25
4. Supa Sexy – 4:19
5. My Place – 5:38
6. Unpredictable – 3:41
7. Cake & Ice Cream – 4:21
8. Close – 3:48
9. I'm the Reason – 5:01
10. Make Me Wanna Sing (feat. Sparkle) – 3:46
11. Let Me Live (feat. Mannie Fresh & Jazze Pha) – 4:03
12. Party Like a Thug – 4:05
13. I Wanna Be That (feat. Jazze Pha) – 3:49
14. No, Why? – 3:46
15. Club – 4:18
16. So Many Times – 4:26
17. Better Man – 3:56
18. I Still Believe – 5:01